# Arthur Penn
Arthur Hiller Penn (Philadelphia, 27 september 1922 – New York, 28 september 2010) was een Amerikaanse filmregisseur en -producent, die vooral bekendheid kreeg met de film Bonnie and Clyde. Ook regisseerde hij voor het toneel.

## Levensloop
Penn werd geboren als de zoon van een verpleegster en een horlogemaker. Een broer van hem was de fotograaf Irving Penn. Na een tijd lang televisiedrama's te hebben gemaakt, regisseerde hij in 1958 zijn eerste speelfilm The Left Handed Gun, een western met Paul Newman in de hoofdrol. Zijn volgende film over de blinde en dove Helen Keller, The Miracle Worker (1962), leverde twee Oscars op, voor Anne Bancroft en Patty Duke. Eerder had hij de toneelproductie van The Miracle Worker, met dezelfde Bancroft en Duke, geregisseerd, in 1959. In 1965 volgde de film Mickey One met Warren Beatty. In 1966 regisseerde hij The Chase, waarin Robert Redford speelde. In 1967 draaide hij de misdaadfilm Bonnie and Clyde die de geweldsgrenzen van de Hollywood-film verlegden. De rolprent werd een groot succes en had een grote invloed op jongere filmmakers. Andere films uit die tijd waren Alice's Restaurant (1969) en de western Little Big Man (1970). In de jaren zeventig volgden de thriller Night Moves (1975, met Gene Hackman) en de komische western The Missouri Breaks (1976, met Jack Nicholson en Marlon Brando). In de jaren tachtig bracht hij weinig succesvolle films uit als Target en de Alfred Hitchcock-achtige thriller Dead of Winter.

## Filmografie
- 1958: The Left Handed Gun
- 1962: The Miracle Worker
- 1965: Mickey One
- 1966: The Chase
- 1967: Bonnie and Clyde
- 1968: Flesh and Blood
- 1969: Alice's Restaurant
- 1970: Little Big Man
- 1973: Visions of Eight
- 1975: Night Moves
- 1976: The Missouri Breaks
- 1981: Four Friends
- 1985: Target
- 1987: Dead of Winter
- 1989: Penn & Teller Get Killed
- 1993: The Portrait
- 1996: Inside